# Родригес, Леандро
Леа́ндро Хоаки́н Родри́гес Телечеа (исп. Leandro Joaquín Rodríguez Telechea; 19 ноября 1992, Монтевидео) — уругвайский и итальянский футболист, нападающий клуба «Салус».

## Биография
Леандро Родригес является воспитанником футбольного клуба «Ривер Плейт» из Монтевидео. Дебют футболиста в основном составе команды состоялся 25 августа 2012 года в матче против клуба «Хувентуд Лас-Пьедрас». 30 сентября 2012 года Родригес забил свой первый гол в профессиональной карьере, поразив ворота «Ливерпуля» из Монтевидео. Всего в свой дебютный сезон футболист принял участие в 24 матчах и забил 3 гола.
В сезоне 2013/14 Леандро забил 7 голов в 23 матчах за «Ривер Плейт» в чемпионате Уругвая, а также дебютировал в Копа Судамерикана, где принял участие в трёх встречах, но голами не отметился.
Наиболее успешным для Родригеса сезоном в «Ривер Плейте» стал сезон 2014/15, когда нападающий поразил ворота соперников своей команды 9 раз в 23 матчах чемпионата страны, а также забил один гол в четырёх матчах Копа Судамерикана.
28 августа 2015 года Леандро Родригес перешёл в клуб английской Премьер-лиги «Эвертон», подписав с клубом из Ливерпуля контракт на 4 года. Дебют игрока в «Эвертоне» состоялся 9 января 2016 года, когда он вышел на замену в матче Кубка Англии против клуба «Дагенем энд Редбридж».

## Статистика

### Клубная
| Клуб                   | Сезон            | Лига | Лига | Кубки | Кубки | Континент | Континент | Прочее | Прочее | Итого | Итого |
| Клуб                   | Сезон            | Игры | Голы | Игры  | Голы  | Игры      | Голы      | Игры   | Голы   | Игры  | Голы  |
| ---------------------- | ---------------- | ---- | ---- | ----- | ----- | --------- | --------- | ------ | ------ | ----- | ----- |
| Ривер Плейт Монтевидео | 2012/13          | 24   | 3    | 0     | 0     | 0         | 0         | 0      | 0      | 24    | 3     |
| Ривер Плейт Монтевидео | 2013/14          | 23   | 7    | 0     | 0     | 3         | 0         | 0      | 0      | 26    | 7     |
| Ривер Плейт Монтевидео | 2014/15          | 23   | 9    | 0     | 0     | 4         | 1         | 0      | 0      | 27    | 10    |
| Ривер Плейт Монтевидео | 2015/16          | 1    | 0    | 0     | 0     | 0         | 0         | 0      | 0      | 1     | 0     |
| Ривер Плейт Монтевидео | Итого            | 71   | 19   | 0     | 0     | 7         | 1         | 0      | 0      | 78    | 20    |
| Эвертон                | 2015/16          | 0    | 0    | 1     | 0     | 0         | 0         | 0      | 0      | 1     | 0     |
| Эвертон                | Итого            | 0    | 0    | 1     | 0     | 0         | 0         | 0      | 0      | 1     | 0     |
| Всего за карьеру       | Всего за карьеру | 71   | 19   | 1     | 0     | 7         | 1         | 0      | 0      | 79    | 20    |